# Miroslav Hucek
Miroslav Hucek, vlastním jménem Miroslav Hocek (18. listopadu 1934 v Malackách, Slovensko – 29. ledna 2013) byl český fotograf. Věnoval se dokumentární a reklamní fotografii.

## Život a dílo
Fotografoval od roku 1953. V roce 1957 začal studovat filmovou fotografii na FAMU, ale po roce studia zanechal. Pak do roku 1962 pracoval jako asistent kamery v Československé televizi.
V letech 1960–1975 byl fotoreportérem časopisu Mladý svět. Po nuceném odchodu z redakce časopisu se stal fotografem na volné noze.
Věnoval se reklamní fotografii a volné tvorbě zaměřené na člověka a výjevy ze života v cyklech Takoví jsme byli, Vesnice, Jak chutná polibek, Všude žijí lidé, U nás ve Zbraslavi, Cesta za snem, z nichž některé byly vydány knižně. Tvorbu Miroslava Hucka ovlivnila Steichenova Lidská rodina a fotografie Cartiera-Bressona a Eugene Smitha. Miroslav Hucek vystavoval od roku 1959, jeho fotografie jsou zastoupeny ve veřejných i soukromých sbírkách.

### Publikace (výběr)
- HUCEK, Miroslav; NEBOR, Leoš. Mládí. Praha: Mladá fronta, 1965.
- HUCEK, Miroslav. Jakou barvu má mládí. Praha: Mladá fronta, 1980.
- HUCEK, Miroslav. Jakou barvu má láska. Praha: Mladá fronta, 1985.
- HUCEK, Miroslav. Domovy. [Praha?]: Alba studio, 2000. ISBN 80-238-4229-3.
- HUCEK, Miroslav. Proč mít život rád : fotografie 1954-2000. Praha : Alba studio, 2000. ISBN 80-902840-0-0.
- HUCEK, Miroslav. U nás ve Zbraslavi – obrazová kronika z let 2001–2003. Praha: Alba Design Press, 2004. ISBN 80-86740-02-1.
- HUCEK, Miroslav. Takoví jsme byli. Praha: Mladá fronta, 2007. ISBN 80-204-1580-7. Fotografie z let 1957–2006.

### Výstavy (výběr)
- 1964 – Tramping – big beat, kino Praha, Praha
- 1967 – Mládí, Budapešť (spolu s Leošem Neborem)
- 1971 – Paříž – mládež a bleší trh, D klub, Praha
- 1976 – Tanec, Ústí nad Labem
- 1981 – Fotografuje celá rodina, Ústí nad Labem (spolu se svou ženou Aritou a dcerou Barbarou)
- 1982 – Vesnice v různých zemích, Semily
- 1982 – Rybáři a přístavy, České Budějovice
- 1982 – Souborná výstava černobílých a barevných fotografií, Výstavní síň Mladá fronta, Praha
- 1984 – Takoví jsem byli, výstavní síň, Divadla Semafor, Praha
- 1985 – Zbraslav, Praha]
- 1985 – Otcové a děti, Mariánské Lázně (spolu s dcerou Barbarou Huckovou)
- 2000 – Proč mít život rád, Galerie Fronta, Praha
- 2004 – Cesta za snem, Leica Gallery, Praha

### Výběr z fotografií
- Křídla pana Makovičky, 1972